# 若宮古墳 (三次市)
若宮古墳（わかみやこふん、花園第1号古墳）は、広島県三次市十日市南にある古墳。形状は前方後円墳。花園古墳群（若宮古墳群）を構成する古墳の1つ。広島県指定史跡に指定されている。

## 概要
広島県北部、三次盆地南縁から北に延びる丘陵上に築造された古墳である。一帯では本古墳含む古墳29基からなる花園古墳群（若宮古墳群）が分布し、本古墳はその主墳になる。2011年度（平成23年度）に測量調査が実施されているが、発掘調査は実施されていない。
墳形は前方後円形で、前方部を南西方向に向ける。墳丘に段築は認められていない。墳丘外表では葺石とみられる角礫が認められるが、埴輪の存在は明らかでない。埋葬施設は明らかでないが、後円部に石棺蓋石状の石材の露出が認められる。
築造時期は、遺物が認められないため詳らかでないが、古墳時代前期-中期の4世紀後半-5世紀初頭ごろと推定される。三次盆地では古墳時代中期の5世紀代における多数の大型帆立貝形古墳の築造が知られるが、本古墳はそれらと性格を異にする典型的な前方後円墳であり、盆地内における勢力の変遷を考察するうえで重要視される古墳になる。
古墳域は1957年（昭和32年）に広島県指定史跡に指定されている。なお、本古墳西側にあった円墳3基（3号墳・3号南古墳・4号墳）が1969年（昭和44年）に宅地造成に伴って発掘調査されているが、埋葬施設・遺物は確認されていない。

## 遺跡歴
- 1957年（昭和32年）9月30日、広島県指定史跡に指定。
- 2011年度（平成23年度）、測量調査（三次市教育委員会・三次地方史研究会、2014年に報告）[1]。

## 墳丘
墳丘の規模は次の通り（2011年度（平成23年度）の測量調査値）。
- 墳丘長：約38メートル

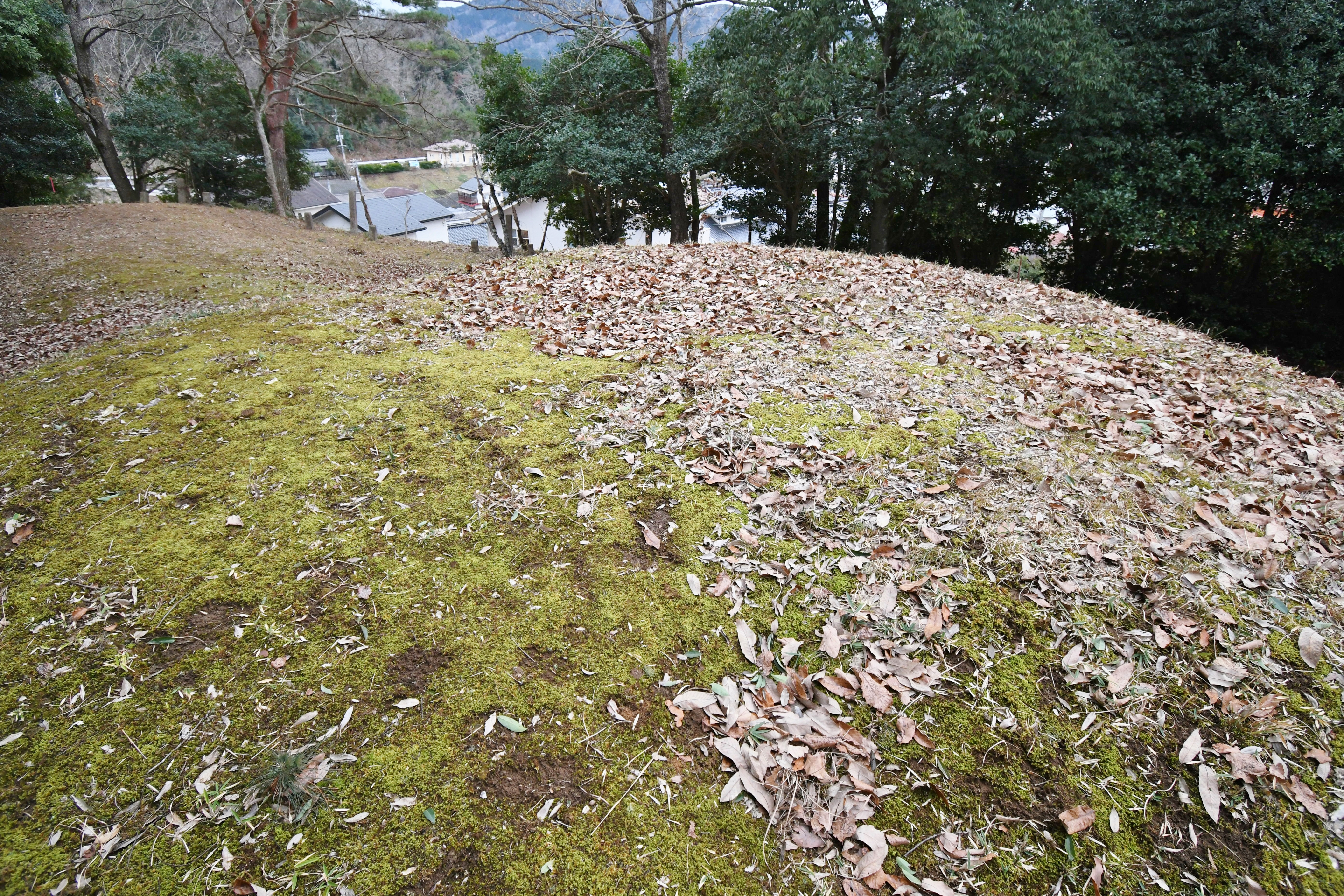
後円部
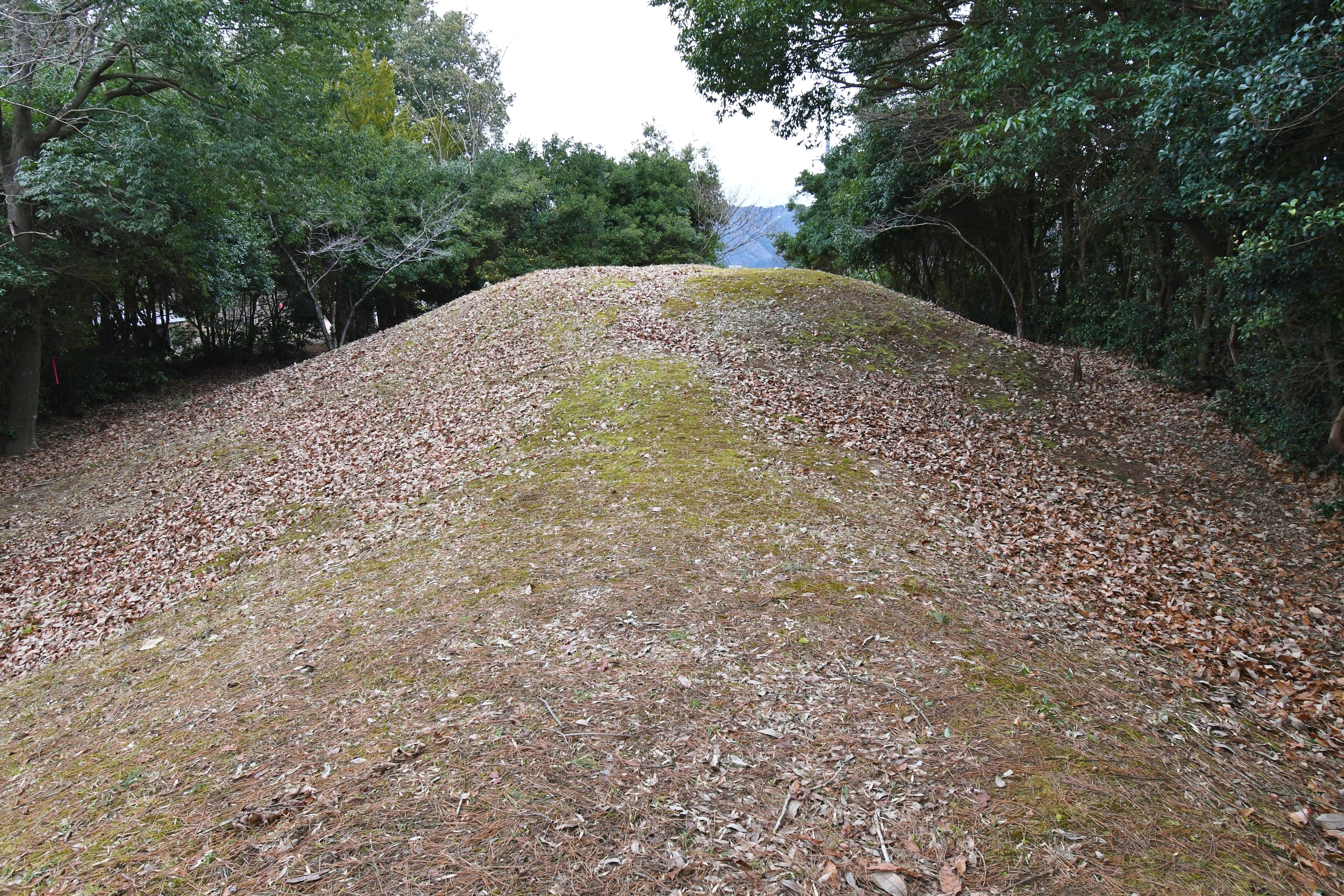
前方部から後円部を望む
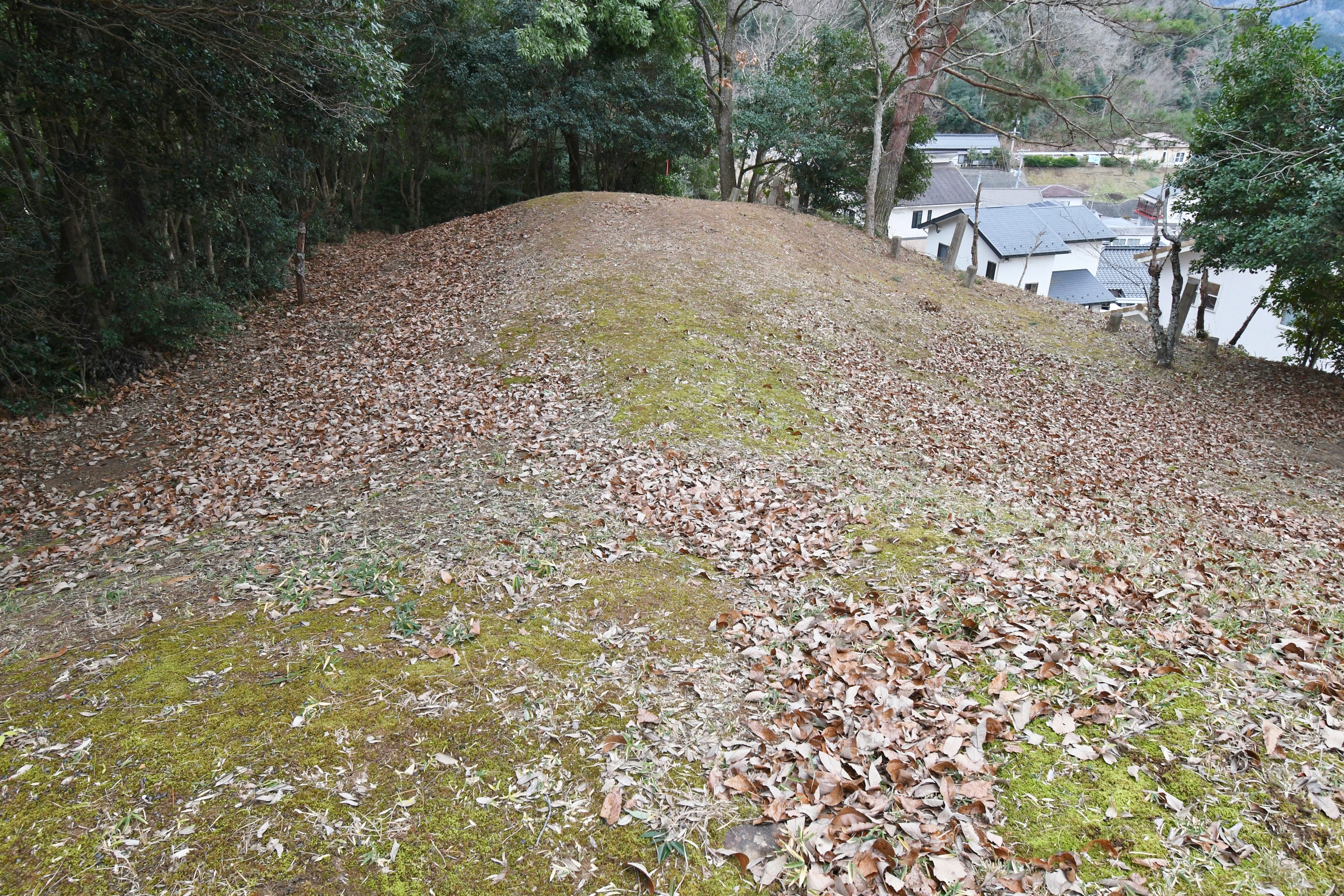
後円部から前方部を望む
  - 直径：約25メートル
  - 高さ：3.2-3.4メートル
- 前方部
  - 幅：推定約17メートル
- くびれ部
  - 幅：約14メートル

墳形は旧寺1号墳（庄原市掛田町）・甲山古墳（庄原市上原町）との類似が指摘される。
- 後円部墳頂
- 前方部から後円部を望む
- 後円部から前方部を望む

## 文化財

### 広島県指定文化財
- 史跡
  - 若宮古墳 - 1957年（昭和32年）9月30日指定[4][3]。

## 関連文献
（記事執筆に使用していない関連文献）
- 『広島県双三郡三次市史料総覧』第五篇、広島県双三郡三次市史料総覧刊行会、1974年。